# Karlstorp, Vetlanda kommun
Karlstorp är en kyrkby i Karlstorps socken i Vetlanda kommun, Jönköpings län.
Karlstorps kyrka ligger här.